# Katy Kiss
Katy Kiss (Baton Rouge, Luisiana; 14 de abril de 1993) es una actriz pornográfica estadounidense.

## Biografía
Katy Kiss nació en abril de 1993 en la ciudad de Baton Rouge, al sur del estado de Luisiana. No se sabe mucho acerca de su biografía antes de 2016, año en que a sus 23 años decide entrar en la industria pornográfica. Rodó su primera escena fue para el portal web Throated.
Como actriz ha trabajado para estudios como Zero Tolerance, FM Concepts, 3rd Degree, Girlfriends Films, New Sensations, Brazzers, Evil Angel o Diabolic Video, así como en páginas especializadas como Twistys y Naughty America.

En 2017 recibió cuatro nominaciones en los Premios AVN, de los que destacaron la de Mejor actriz revelación, Mejor escena de sexo en realidad virtual por Atomic FireBall y Mejor escena de sexo en grupo por Ginger Orgy.
Ha grabado más de 100 películas como actriz.
Algunas películas de su filmografía son Young Girl Auditions, Kittens and Cougars 11, Mommy Likes to Watch, My Wife's First Girlfriend, Reunited, Seduction Of Abella Danger, Slime Season o Suicide Squad XXX.

## Premios y nominaciones
| Año  | Ceremonia                   | Resultado | Premio                                   | Trabajo         |
| ---- | --------------------------- | --------- | ---------------------------------------- | --------------- |
| 2017 | Premios AVN                 | Nominada  | Mejor actriz revelación                  | —               |
| 2017 | Premios AVN                 | Nominada  | Mejor escena de sexo en realidad virtual | Atomic FireBall |
| 2017 | Premios AVN                 | Nominada  | Mejor escena de sexo en grupo            | Ginger Orgy     |
| 2017 | Premios AVN                 | Nominada  | Premio fan: Debutante más caliente       | —               |
| 2017 | Spank Bank Awards           | Nominada  | Ravishing Redhead of the Year            | —               |
| 2017 | Spank Bank Awards           | Nominada  | Newcummer of the Year                    | —               |
| 2017 | Spank Bank Awards           | Nominada  | Tortured Fuck Doll of the Year           | —               |
| 2017 | Spank Bank Awards Technical | Ganadora  | Most Diverse Playlist                    | —               |